# Райские яблочки (телесериал)
«Райские яблочки» — российский телесериал, снятый в 2008—2009 годах. Показан на телеканале «Россия/Россия-1» в 2008—2010 годах.

## Сюжет
Фильм разделён на три цикла, каждый из которых охватывает определённый период жизни трёх поколений героев из маленького провинциального городка. Действие начинается на заре шестидесятых и заканчивается в наше время.
Шестидесятые годы XX века. Кармен — сирота, которая живёт после смерти родителей с тёткой Шурой в родительском доме в провинциальном Абинске.
Однажды главная героиня знакомится с Павлом, студентом МЭИ. Между молодыми людьми вспыхивает роман, который заканчивается с отъездом семьи москвичей домой.
Когда Кармен узнаёт о том, что она беременна, тётка выгоняет её из дома. Сирота находит приют в доме своей первой учительницы Марии Васильевны.
А Павел тем временем учится в Москве и не подозревает о том, что происходит с любимой. Однокурсница Катя мечтает стать его женой, но молодой человек не отвечает ей взаимностью.
Павел и Кармен не могут забыть друг друга, но наладить связь им никак не удаётся — ни при помощи писем, ни по телефону.
И лишь спустя некоторое время становится ясно, кто чинил препятствия влюблённым.

## В ролях
- Ольга Филиппова — Кармен.
- Александр Пашков — Павлик.
- Леонид Кулагин — Александр Павлович.
- Нелли Пшённая — Анна Максимовна.
- Алексей Шейнин — Сергей Львович.
- Наталья Хорохорина — Ирина Борисовна.
- Людмила Чурсина — Мария Васильевна.
- Людмила Гнилова — Шурка.
- Ирина Померанцева — Тоня.
- Людмила Гамуряк — тётя Сима.
- Галина Сазонова — Лариса Анатольевна.
- Елена Кутырёва — Катя.

## Премьера
Премьера первой части состоялась 10 декабря 2008 года на телеканале «Россия». Премьера второй части состоялась 1 февраля 2010 года на телеканале «Россия-1».

## Съёмочная группа
- Режиссёр-постановщик — Валерий Девятилов.
- Оператор-постановщик — Дмитрий Лозовский.
- Композитор — Евсей Евсеев.
- Продюсер — Нонна Агаджанова.